# Fredrik Petersson (politiker)
Adolf Fredrik Petersson (i riksdagen kallad Petersson i Ugglekull), född 25 april 1837 i Urshults församling, Kronobergs län, död där 8 februari 1907, var en svensk hemmansägare och riksdagspolitiker. Han var son till riksdagspolitikern Peter Petersson.
Petersson var hemmansägare i Ugglekull i Urshults socken, nämndeman, häradsdomare, kommunalordförande och landstingsman. Som riksdagspolitiker var han ledamot av riksdagens andra kammare 1878–1887, invald i Norrvidinge och Kinnevalds häraders valkrets.